# McNab
Der McNab ist eine nicht von der FCI anerkannte Hunderasse aus den USA.

## Herkunft und Geschichtliches
Der Farmer McNab züchtete den nach ihm benannten Hund Ende des 19. Jahrhunderts in Kalifornien. Die Vorfahren dieser Hunde sind Schottische Hütehunde. Der Hund könnte für einen kurzhaarigen Border Collie gehalten werden, aber der Hütestil ist ein ganz anderer: aufrechte Körperhaltung, aggressiver, energischer gegenüber den Schafen, das Bordertypische „eying“, also das Fixieren, tritt nicht auf. Als Hunderasse wird er bei der „National Stockdog Registry“ in Indiana geführt.
Das Hauptverbreitungsgebiet ist Kalifornien, außerhalb ist der McNab so gut wie unbekannt, daher auch selten.

## Beschreibung
Der McNab ist ein mittelgroßer Hund, leicht aber kräftig gebaut und hat kurzes, glatt anliegendes Fell. Die Ohren stehen und sind an der Spitze leicht nach vorne gekippt. Die vorherrschende Farbe ist schwarz-weiß, wobei schwarz dominiert.

## Wesen und Verwendung
Der McNab ist ein gut auszubildender Arbeitshund, daher als Hütehund ideal und wird auch als Jagdhund geführt.

## Gesundheitliches
Wie bei Collies und Border-Collies tritt beim McNab der MDR1-Defekt gehäuft auf, der eine Überempfindlichkeit gegenüber mehreren Arzneistoffen hervorruft. In einer 2008 durchgeführten Studie waren 34 von 35 untersuchten McNabs Träger des ABCB1-1Δ-Allels (Multidrug Sensitivity) und somit des MDR1-Defekts.